# جامعة خاركوف الوطنية للفنون
جامعة خاركوف الوطنية للفنون مؤسسة تعليم عالي أوكرانية، (بالأوكرانية: Ха́рківський націона́льний університе́т мисте́цтв ім. І. П. Котляре́вського) هي جامعة تقع في خاركيف أوبلاست، أوكرانيا. تأسست هذه الجامعة في سنة 1917